# Тверской, Николай Николаевич
Николай Николаевич Тверской (1843—1912) — офицер Российского императорского флота, инженер-механик, изобретатель морской техники, первый создатель роторного парового двигателя; проектант, конструктор и испытатель подводных лодок собственной конструкции, полковник Корпуса инженер-механиков флота.

## Биография
Родился в 1843 году. В 1862 году, после окончания Инженерного и артиллерийского училища Морского ведомства, служил судовым механиком на кораблях Российского императорского флота, совершил пять кругосветных плаваний.
В 1866 году составил и издал книгу «Практика морского механического дела», в которой описал физические свойства воздуха и воды; устройство парового котла и паровой машины; привёл сведения о винте и гребных колёсах, устанавливаемых на судах. В 1867 году прапорщик Тверской предложил новую разработку пластыря для заделывания пробоин на корпусе корабля.
В 1876 году поручик Корпуса инженер-механиков флота Н. Н. Тверской разработал проект подводного корабля, который по мнению изобретателя, в военное время мог использоваться для противодесантной обороны и обнаружения вражеских минных заграждений, а в мирное — для подводных судоремонтных и дноочистительных работ. В качестве движителя корабля Тверской предложил использовать изобретённый им механический двигатель (единый для надводного и подводного хода) на основе ротативной машины и котла с герметичной топкой. Изобретатель предлагал использовать в качестве топлива жидкий аммиак, подогреваемый за счёт тепла, выделяемого смесью негашёной извести с серной кислотой. Свои предложения Н. Н. Тверской представил в Кораблестроительное отделение Морского технического комитета (МТК), которое выделило изобретателю 1000 рублей на продолжение проектных работ.
В 1878 году изобретатель представил в Морской технический комитет чертежи и описание своих проектов «коловратной машины» и прибора «для удержания судов на желаемой глубине», а также два разных проекта подводной лодки — «миноносной байдарки» и «торпедо». Коловратная машина представляла собой цилиндрический корпус, в котором вращался ротор-крыльчатка, а запирали камеры расширения особые запорные барабанчики. Машина Тверского не имела ни одной детали, которая бы совершала возвратно-поступательные движения и была идеально уравновешена.
В мае 1878 года Морской технический комитет выделил 6 тысяч рублей на реализацию проектов Тверского на Сампсониевском машинном, литейном и вагоностроительном заводе. В 1879 году Тверской разработал свой третий проект «подводно-надводной миноносной байдарки», по которому в том же году построил подводное судно. Двигателем являлась коловратная машина с тремя котлами, имевшими герметичные топки, в которых сжигался аммиачный газ. Движителем служил чугунный гребной винт, расположенный в носовой части и оборудованный специальным ограждением корпус этой «подводной байдарки» был переделан из корпуса второй подводной лодки Герна, предоставленной Морским ведомством в распоряжение изобретателя. Вооружение — торпеда и шестовая мина. Экипаж — 1 чел. Эта лодка могла плавать в подводном положении лишь у самой поверхности воды со скоростью менее 0,5 узла в течение всего 5 минут, и поэтому после испытаний была признана непригодной к использованию.
В 1880 году Сампсониевский завод, по заказу Морского ведомства построил две машины системы Тверского в 8 номинальных сил каждая, одну для подводной лодки и другую для торпедо. В 1882 году Н. Н. Тверской получил патент на изобретённую им коловратную машину.
В 1883 году на Балтийском заводе была построена машина в 4 номинальной силы для катера императора Александра III. До установки на катер она проходила испытания: приводила в действие насос, качавший воду из Невы, а затем вращала динамо, дававшее ток для освещения механической мастерской на Балтийском заводе. В 1885 году на том же заводе была построена 10-сильная коловратная машина Тверского, которая была установлена в электростанции Гатчинского дворца для его освещения восьми «фонарями Яблочкова». Император Александр III после осмотра установки приказал оказать поддержку изобретателю. В 1886 году было закончено строительство парового катера. Тверской лично перевёл его из Колпина в Санкт-Петербург, где продолжил его испытания на Неве.
В 1885 году капитан Тверской предложил использовать починочно-игольные болты для заделки пробоин на кораблях. В 1889 году Тверским был разработан четвёртый проект подводного судна — «подводный минный катер», вооружённый малогабаритной торпедой собственной конструкции с коловратной машиной в качестве двигателя. Подобными катерами изобретатель предлагал вооружать во время военных действий торговые суда, размещая их на палубе последних. Проекты изобретателя не были реализованы. Дело Тверского в 1973 году продолжила группа советских инженеров–энтузиастов, которая создала гидравлическую систему с давлением 100 бар, а в 1994 году российскими изобретателями разработана система с рабочим давлением 280 бар.
Умер Николай Николаевич Тверской в 1912 году.